# Millipede (jeu vidéo)
Pour l’article homonyme, voir Millipede.
Millipede est un jeu vidéo de type shoot 'em up développé et édité par Atari Inc., sorti en 1982 sur borne d'arcade et Atari 2600.
Il fait suite à Centipede. Le jeu est également disponible sur Game Boy en compilation sous le titre Arcade Classic No. 2: Centipede / Millipede.

## Record
Donald Hayes, originaire du New Hampshire détient le record du monde de score sur Millipede depuis le 26 décembre 2004 avec 10 627 331 points.